# Anidride

Formula di struttura generica di unanidride organica.

In chimica organica, il termine anidride (dal greco άνυδρος, ánhydros, senza acqua) indica un composto organico contenente il gruppo funzionale -CO-O-CO-.

## Composizione
Possono essere formate da un acido tramite rimozione di molecole di acqua, reazione che può avvenire anche in senso inverso.
La più semplice è l'anidride acetica, prodotta per condensazione di acido acetico con eliminazione di acqua:
{\displaystyle {\ce {2 CH3COOH -> (CH3CO)2O + H2O}}}
Le anidridi sono in genere più reattive dei corrispondenti acidi, giacché possono reagire con l'acqua per formarli spontaneamente. Sono spesso ottimi disidratanti. L'anidride acetica è utile nell'acetilazione dell'acido salicilico, al contrario dell'acido acetico, il quale, reagendo, produce acqua, in grado di deteriorare il prodotto, l'acido acetilsalicilico. L'acetilazione o in genere l'acilazione di gruppi funzionali idrossilici è una metodica comune per la protezione dei gruppi stessi durante le sintesi organiche.
In biologia, la maggior parte dei legami del gruppo fosfato ad alta energia si realizzano per condensazione dello anione fosfato con zucchero fosforilato. Il legame risultante del pirofosfato è un legame classico dell'ossido di fosforo, anche se nella realtà quest'ultimo non interviene nel processo che è invece condotto dall'ATP.